# Олів'є Ешуафні
Олів'є Ешуафні (нар. 13 вересня 1972) — колишній французький футбольний півзахисник, відомий своїми виступами за команду Ліги 1 «Ніцца».

## Тренерська кар'єра
Ешуафні був менеджером Ліги 2 з Сошо. Після поганого початку сезону був знятий з посади тренера клубу.
9 вересня 2016 року був призначений тренером французької жіночої збірної з футболу замість Філіпа Бергеру.
2018 році Олів'є Ешуафні став менеджером жіночого клубу «Парі Сен-Жермен».